# فيبي كول
فيبي كول (بالإنجليزية: Phoebe Cole)‏ هي فنانة أمريكية، ولدت في 15 يوليو 1955 في يوجين في الولايات المتحدة، وتوفيت في 2017.